# Darling (Familienname)
Darling ist ein englischer Familienname.

## Namensträger
- Alistair Darling (1953–2023), britischer Politiker
- Barbara Darling (1947–2015), australische Bischöfin
- Candy Darling (1944–1974), US-amerikanischer Transvestit
- Charles Darling (1809–1870), britischer Kolonialadministrator
- Chuck Darling (1930–2021), US-amerikanischer Basketballspieler
- Clifford Darling (1922–2011), bahamaischer Politiker
- David Darling (Musiker) (1941–2021), US-amerikanischer Jazz-Cellist
- David Darling (Astronom) (* 1953), britischer Astronom und Autor
- Dennis Darling (* 1975), bahamaischer Leichtathlet
- Donald Allan Darling (1915–2014), US-amerikanischer Statistiker
- Ela Darling (* 1986), US-amerikanische Pornodarstellerin und Schauspielerin
- Erik Darling (1933–2008), US-amerikanischer Musiker
- Frank Fraser Darling (1903–1979), britischer Ökologe und Ornithologe
- George Darling, Baron Darling of Hillsborough (1905–1985), britischer Journalist und Politiker
- Gia Darling (* 1977), US-amerikanische Pornodarstellerin
- Gordon Darling († 2015), britischer Unternehmer und Philanthrop
- Grace Darling (1815–1842), englische Lebensretterin
- Hale K. Darling (1869–1940), US-amerikanischer Politiker
- Ian Darling, australischer Filmproduzent, -regisseur und Drehbuchautor
- Jane Darling (* 1980), tschechische Pornodarstellerin
- Jay Norwood Darling (1876–1962), US-amerikanischer Cartoonist
- Jean Darling (1922–2015), US-amerikanische Schauspielerin
- Jennifer Darling (* 1946), US-amerikanische Schauspielerin und Synchronsprecherin
- Jesse Darling (* 1981), britischer Künstler
- John Darling (* 1936), britischer Opernsänger (Tenor), siehe John Wakefield (Sänger)
- John P. Darling (1815–1882), US-amerikanischer Politiker
- Jude Kirton-Darling (* 1977), britische Politikerin
- Kenneth Darling (1909–1998), britischer Heeresoffizier, General
- Linda Darling-Hammond (* 1951), US-amerikanische Bildungsforscherin
- Lucius B. Darling (1827–1896), US-amerikanischer Politiker
- Mason Cook Darling (1801–1866), US-amerikanischer Politiker
- Ralph Darling (1772–1858), britischer Kolonialgouverneur
- Ron Darling (* 1960), US-amerikanischer Baseballspieler
- Samuel Taylor Darling (1872–1925), US-amerikanischer Pathologe und Tropenmediziner
- Scott Darling (* 1988), amerikanischer Eishockeyspieler
- Thomas Darling (* 1958), US-amerikanischer Ruderer
- Tonique Williams-Darling (* 1976), bahamaische Leichtathletin
- Wayne Darling (* 1945), US-amerikanischer Kontrabassist
- William Darling (Politiker) (1885–1962), schottischer Politiker
- William Augustus Darling (1817–1895), US-amerikanischer Politiker
- William S. Darling (1882–1963), US-amerikanischer Szenenbildner